# Olivetti Elea

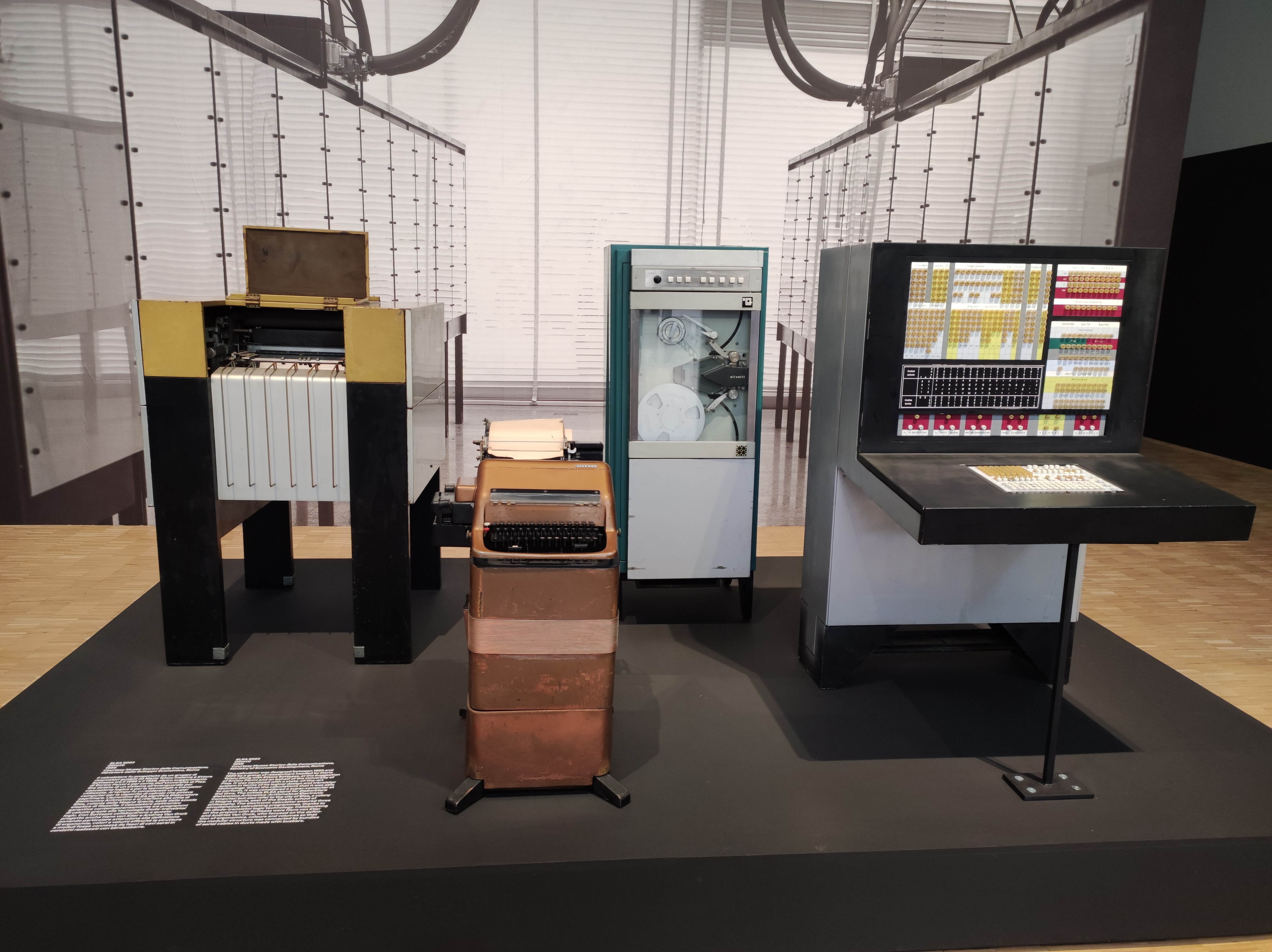
Alcuni calcolatori dalla linea di Olivetti Elea.

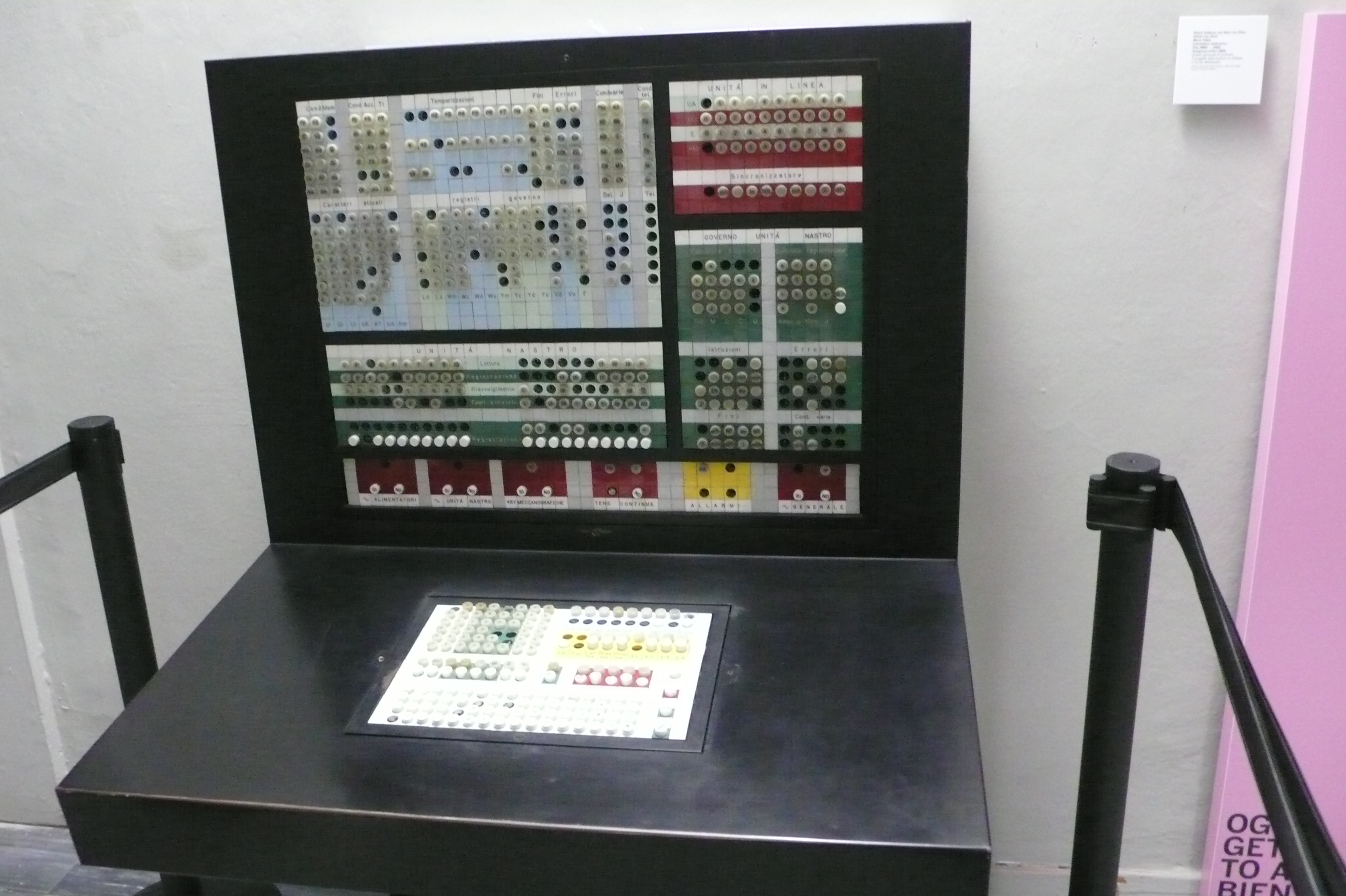
La consolle di comando dell'Olivetti Elea 9003, secondo il progetto di Ettore Sottsass, premiato con il Compasso d'Oro nel 1959.

Elea è il nome di una serie di elaboratori elettronici centrali sviluppati da Olivetti nella seconda metà degli anni cinquanta la cui terza generazione, denominata Elea 9003, fu il primo della storia interamente realizzato con componenti a stato solido.
Fu concepito, progettato e sviluppato da un piccolo gruppo di giovani ricercatori guidati da Mario Tchou.
Fu commercializzato alcuni mesi dopo l'uscita del concorrente 2002 della Siemens, che, però, ancora utilizzava alcune valvole, e vari mesi prima del lancio del 7090, il primo computer interamente a transistor realizzato dalla IBM.
L'acronimo ELEA stava per ELaboratore Elettronico Aritmetico (quest'ultimo aggettivo poi modificato in "Automatico" per ragioni di marketing) e fu scelto con riferimento alla polis di Elea, colonia della Magna Grecia, sede della scuola eleatica di filosofia.

## Generazioni

### Elea 9000
L'Elea 9000 fu il calcolatore Olivetti di maggiori proporzioni e potenza. Conobbe quattro generazioni: 9001, 9002, 9003 e 9004, delle quali solo la terza venne effettivamente messa in commercio.

#### Elea 9001

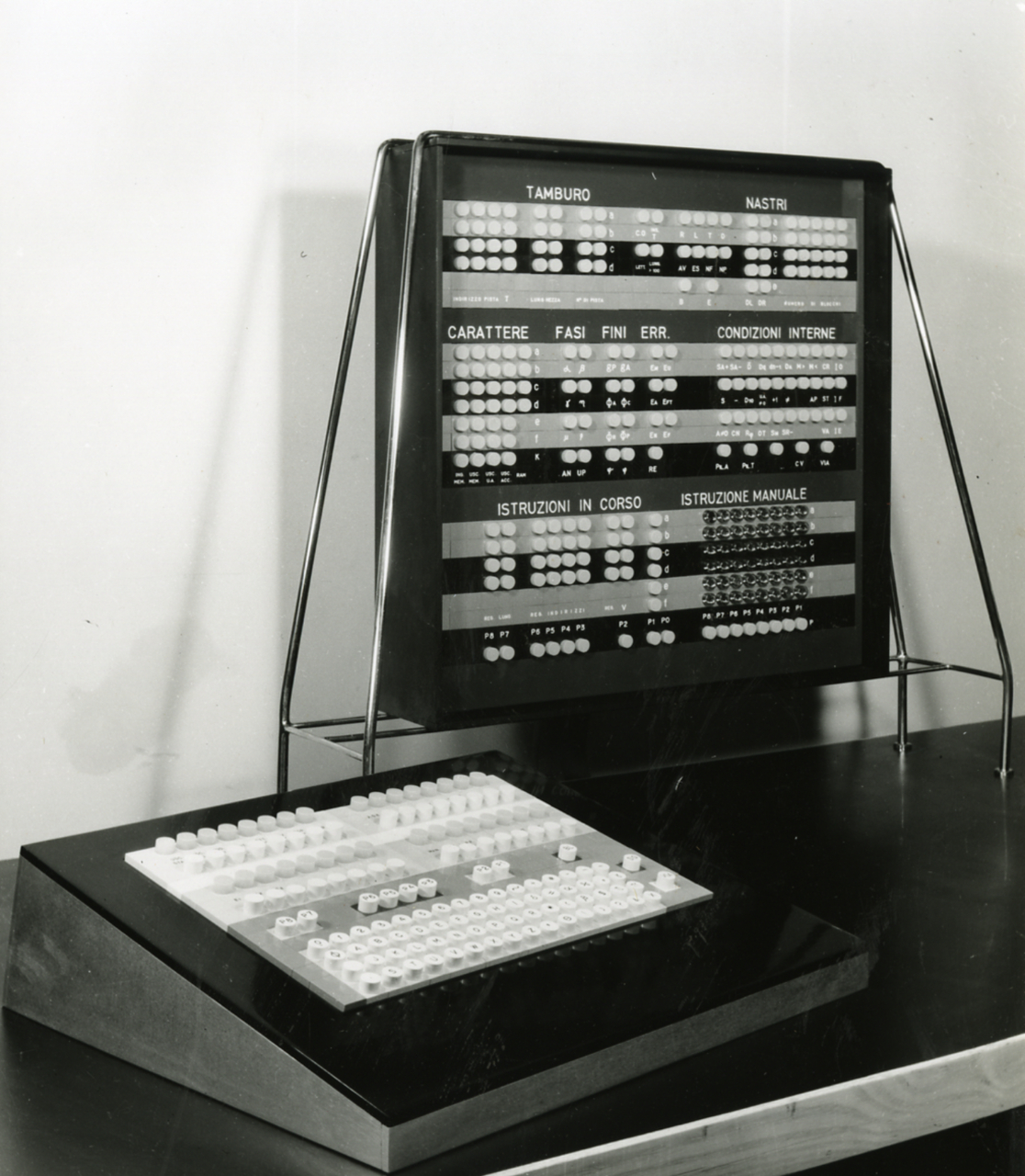
Console di comando dell'Elea 9001. Foto di Paolo Monti, 1968

Identificata anche come "Macchina Zero", fu un prototipo a valvole termoioniche con montaggio a fili liberi, con una parte a transistor al germanio, dedicata alla gestione dei nastri. Il sistema fu completato nella primavera 1957 e fu utilizzato a Ivrea, dove per 6 anni controllò i magazzini di produzione Olivetti. La macchina era un prototipo, il cui affinamento avvenne durante un anno e mezzo di effettivo esercizio.

#### Elea 9002
La "Macchina 1V", fu anch'essa un prototipo a valvole con montaggio su circuiti stampati e progetto ottimizzato. Molto più veloce del precedente, utilizzava transistor al silicio per la gestione delle unità a nastro. La macchina non fu commercializzata, ma fu utilizzata come test per i transistor, che si dimostrarono più affidabili e economici delle valvole.

#### Elea 9003

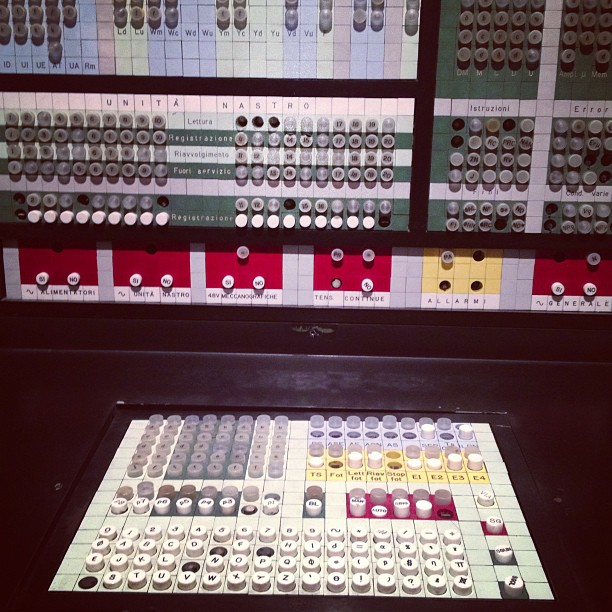
Dettaglio della tastiera di Elea 9003

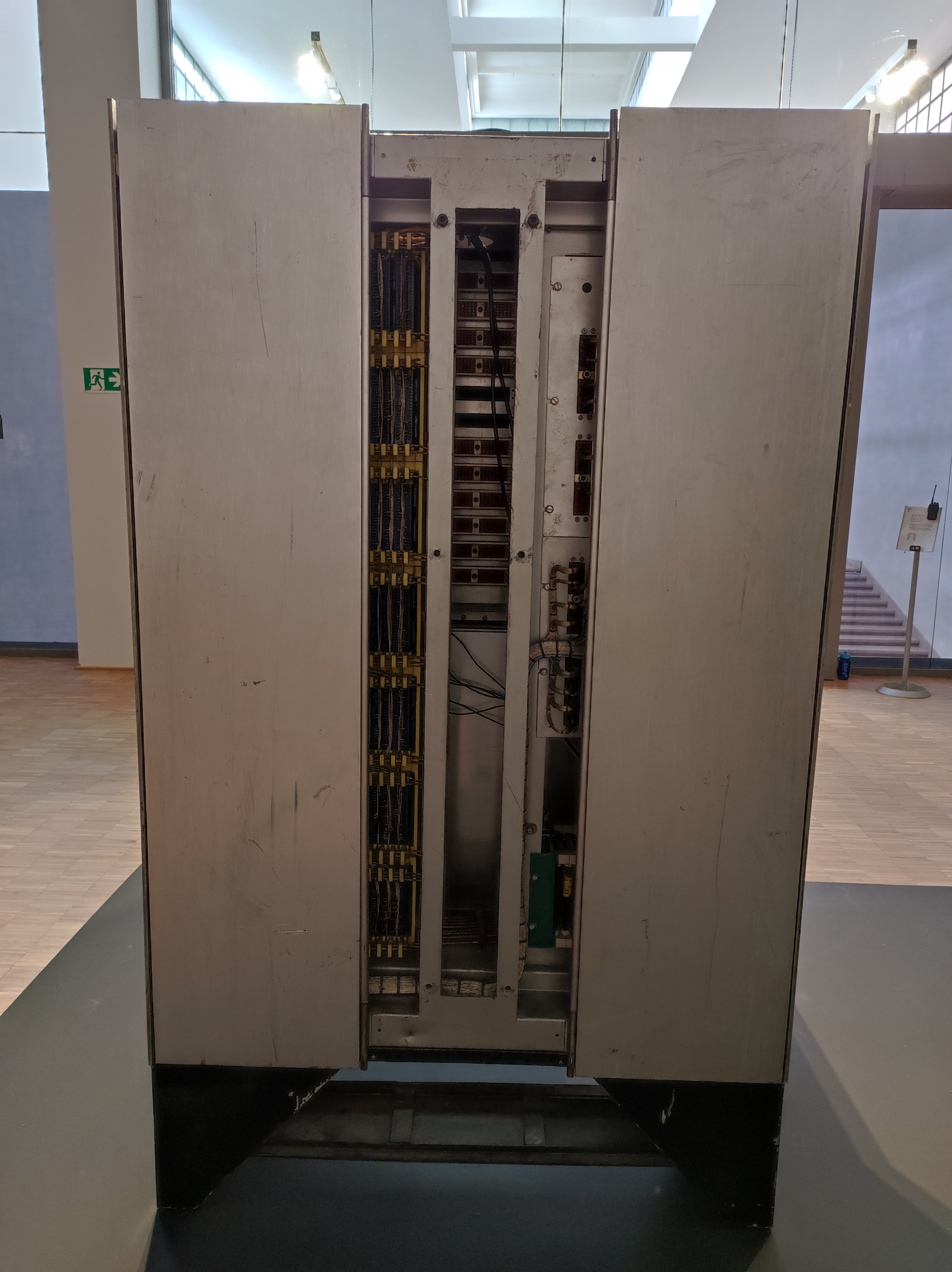
Retro di Elea 9003

Nell'ottobre 1957, venne progettato il modello 9003 ("Macchina 1T", cioè la prima a transistor) con la caratteristica di essere interamente a transistor, con tecnologia Diode-transistor logic. Presentato alla Fiera di Milano del 1959, fu tra i primi computer commerciali totalmente a transistor del mondo (Philco TRANSAC S-2000, RCA RCA 501, NCR 304 e IBM 7070, tutti presentati nel 1958). Dal punto di vista logico, la macchina era dotata di capacità di multitasking, potendo gestire tre programmi contemporaneamente. Nell'Elea 9003, l'informazione minima, cioè il carattere, era contenuta in 7 bit, di cui 6 bit contenevano il dato e un bit serviva per il controllo di parità. Il set grafico era pertanto di 64 configurazioni (26), che comprendevano segni, numeri e lettere maiuscole (si usano caratteri di 8 bit, chiamati byte).

#### Elea 9004
Nel giugno 1961, in un incontro tra Mario Tchou e il matematico Mauro Picone si stabilì di realizzare in collaborazione un nuovo calcolatore scientifico per l'Istituto per le Applicazioni del Calcolo (INAC) su cui si sarebbe basata la nuova serie Elea-9004. Le caratteristiche più innovative erano la memoria a stack (simile a quanto implementato nel Burroughs 5000), che la rendeva particolarmente adatta a una programmazione in linguaggio ALGOL, e la microprogrammazione. Come linguaggi di programmazione preferenziali erano previsti il Palgo, un dialetto dell'ALGOL, e un assembler di nome PSICO. Il progetto viene subito avviato ma, pochi mesi dopo, Tchou morì in un incidente d'auto mentre si recava da Borgolombardo a Ivrea per discuterne con la direzione aziendale. A questo punto il progetto si arenò, per concludersi definitivamente nel 1964, dopo la cessione alla General Electric della divisione elettronica dell'Olivetti. Della macchina verrà realizzato un solo esemplare semi-prototipale, l'Elea 9104, detto CINAC (Calcolatrice dell'INAC - nome usato fin dal 1961 in alternativa a Elea-9004) che nel 1965 entrò in funzione presso l'INAC. La maggiore carenza della macchina, peraltro molto valida, era dovuta alla mancanza di propri compilatori in quanto lo sviluppo di Palgo e Psico non fu mai completato. Questo costrinse a dotare il CINAC di una console di simulazione che permetteva di utilizzare le librerie software della FINAC

### Elea 6000 e 4000

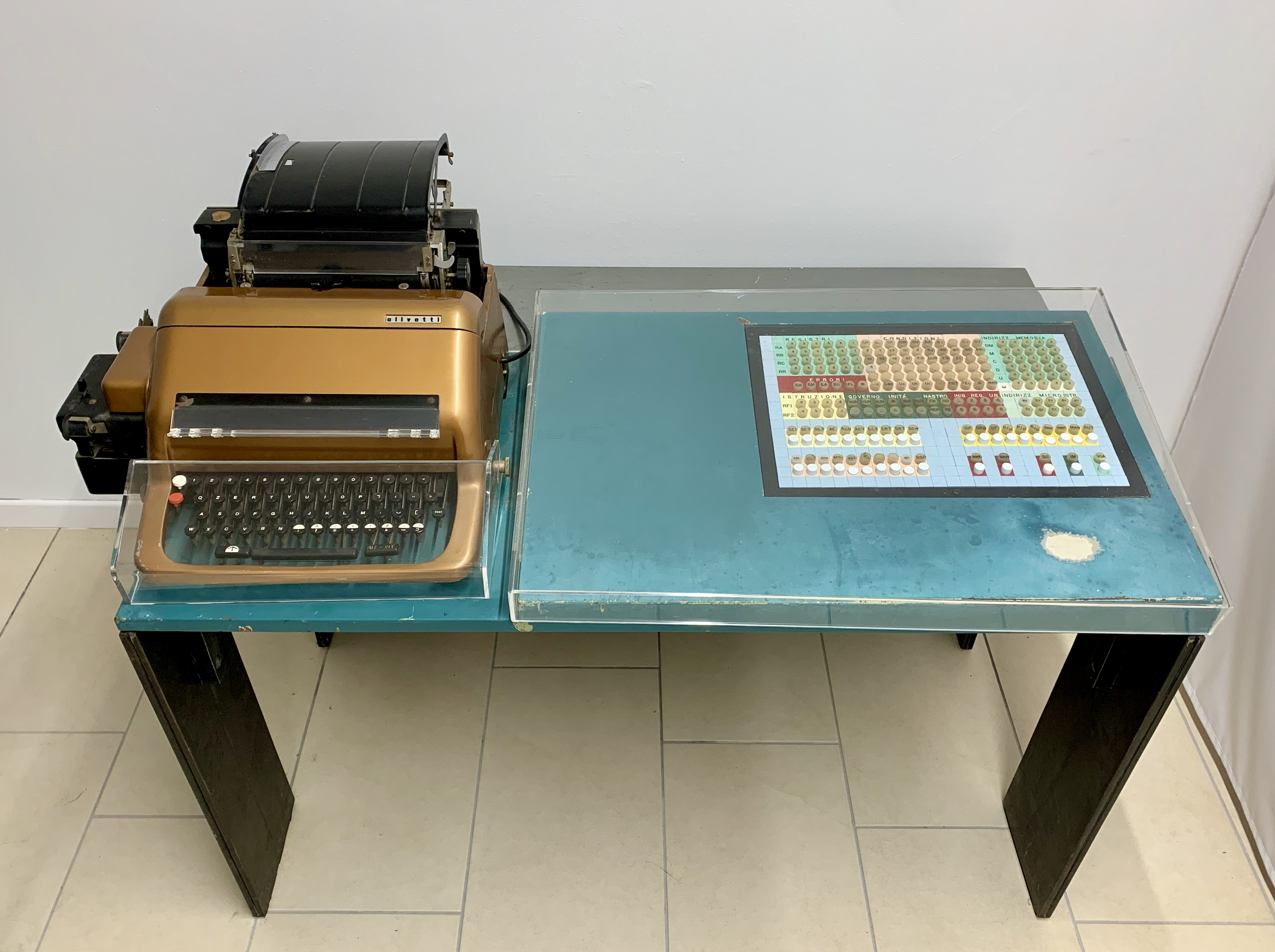
Olivetti Elea 6001

Con versioni ridotte per potenza, dimensioni e prezzo fu realizzata la famiglia degli Elea 6000, inizialmente progettati come computer scientifici (4 bit), che implementavano la tecnica della microprogrammazione, particolarmente utile nell'uso scientifico e tecnico, e che conobbero una notevole diffusione in università e centri di ricerca. Successivamente, ne fu derivata anche una versione per applicazioni aziendali e commerciali (4+4 bit), con controllo a microprogramma, di cui furono prodotti circa 170 esemplari. Nel 1964-1965 fu prodotta la serie Elea 4000 con controllo a microprogramma di grande successo mondiale, con oltre 40.000 esemplari prodotti. Nel 1965-1966 fu realizzata la serie GE 100 (nome iniziale Elea 4-115) a nome OGE (Olivetti-General Electric, poi General Electric, a controllo a stati (state machine) e successivamente a nome Honeywell molto performanti (GE 105, GE 115-1, GE 115-2 (8 bit - 16 KB), GE 120, GE 125, GE 130 a circuiti integrati), di grande successo e popolarità negli Stati Uniti (a quell'epoca il GE 115-2 - evoluzione del 115-1 per compatibilità con i sistemi della General Electric - denominato anche 115 New Common Line, progettato da Ferruccio Zulian) fu il secondo più venduto al mondo dopo l'IBM chiamato confidenzialmente the dolly" (la bambola) usato anche in alcuni film di fantascienza prodotti a Hollywood.

## Epilogo

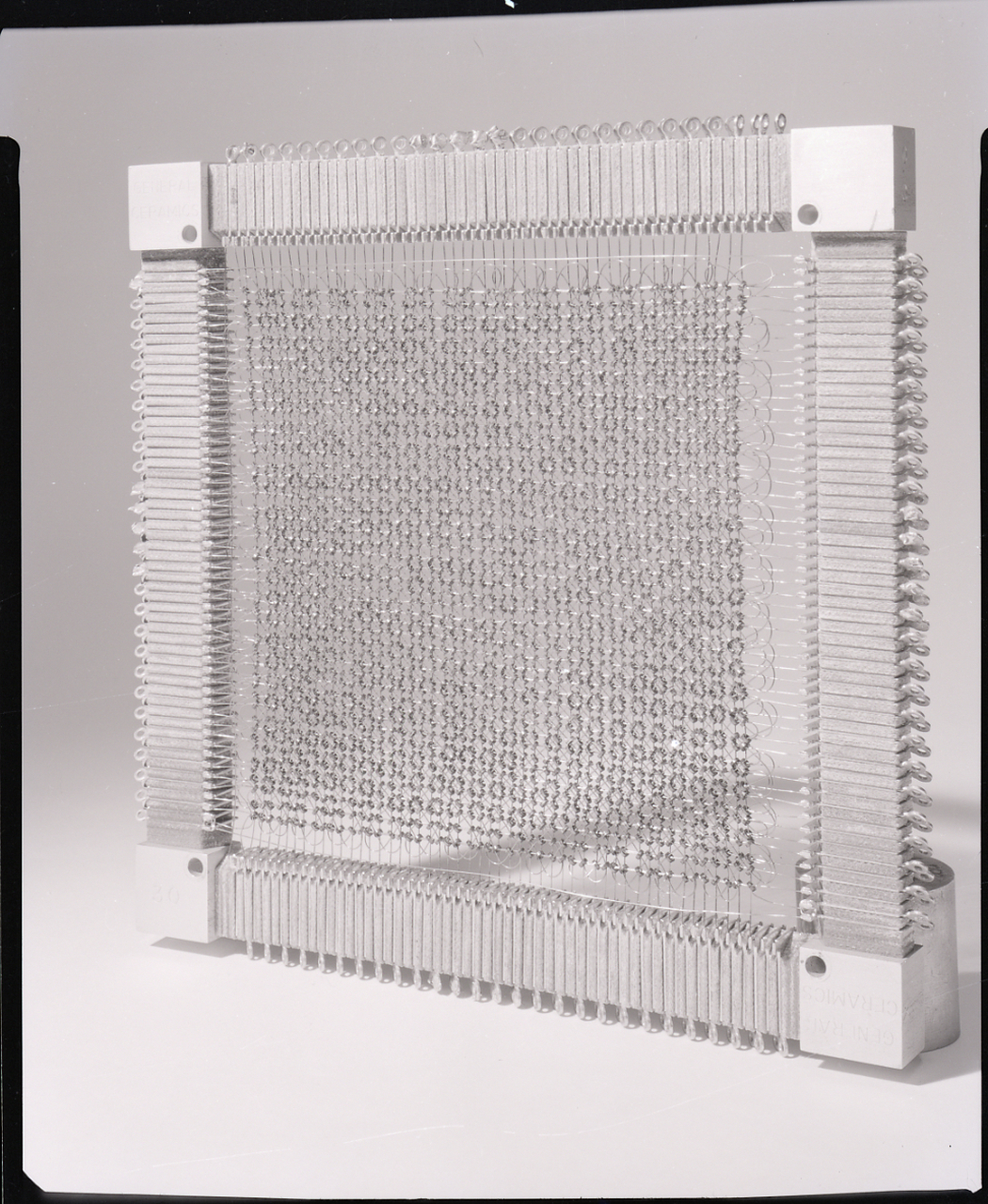
Buffer di memoria a nuclei magnetici con anellini di ferrite. Foto di Paolo Monti, 1960.

Le morti ravvicinate dell'ingegner Adriano Olivetti (1960) e di Mario Tchou (1961) posero un freno al lavoro del laboratorio, che in seguito fu venduto alla General Electric. Questo segnò la fine dei calcolatori Elea.
Nel 1979 il Gruppo Olivetti creò Elea Spa, ente dedicato alla formazione e consulenza in ambito tecnologico e organizzativo.

### Esemplari preservati
L'esemplare di Elea 9003 appartenuto al Monte dei Paschi di Siena è stato preservato dall'Istituto Tecnico "Enrico Fermi" di Bibbiena (AR), in collaborazione col Museo Informatico Bibbienese; il calcolatore fu donato alla scuola dalla banca negli anni 1970 e, in poco tempo, fu smontato e rimontato nella nuova sede dal tecnico Mario Babbini, che ne ha poi curato la manutenzione e l'impiego a scopo didattico-espositivo.
L'unico esemplare prodotto del CINAC/ELEA-9104 è custodito presso il museo degli strumenti per il calcolo di Pisa.
Un esemplare di GE-120, originariamente installato presso l'Aeroporto di Zurigo, si trova custodito presso il Museo Interattivo di Archeologia Informatica (MIAI) di Cosenza.
Un esemplare dei buffer di memoria di un ELEA 6001 è esposto in un'aula antistante il Centro di Calcolo INFN Catania.
Due Consolle, due Rack completi, alcuni buffer di memorie a nuclei e molta documentazione dell'ELEA 9003 sono esposte al Museo l'innovazione OLIVETTI - Laboratorio Tecnologic@mente di Ivrea (TO).